# Nová Bělá
Nová Bělá je bývalá vesnice a od 24. listopadu 1990 městský obvod statutárního města Ostravy.

## Symboly
Znak a prapor byly uděleny usnesením Rady města Ostravy číslo 398/10 z 11.04.1995.
Znak
Ve stříbrném štítě vyrůstá ze zeleného trávníku smrk přirozených barev provázený vpravo nahoře zlatou růží se zelenými okvětními lístky v modrém štítku a vlevo nahoře stříbrnou mitrou v červeném štítku.
Prapor
List tvoří tři svislé pruhy, modrý, bílý se smrkem ze znaku a červený.
Zdůvodnění
Figura smrku je v pravé části štítu znaku doplněna modrým štítkem se zlatou pětilistou růží, který symbolizuje příslušnost Nové Bělé k městu Ostravě. Nalevo od figury smrku ležící červený štítek s mitrou je nově vytvořené mluvící znamení Mitrovic, místní části obvodu. Barevné řešení pravého štítku je odvozena z barev ostravského znaku, barvy milovického symbolu jsou totožné s barvami rodového erbu Mitrovických z Nemyšle, na jejichž panství osada Mitrovice vznikla.

## Historie
První písemná zmínka je z roku 1392, kdy olomoucký biskup Mikuláš potvrdil věno manželce biskupského maršálka. Nová Bělá byla založena zřejmě na přelomu 13. a 14. století a to později než sousední Stará Bělá, jak nasvědčuje její název. V druhé polovině 18. století vznikla poblíž víska Mitrovice, která v roce 1830 měla 24 domů a 173 obyvatel. V roce 1850 se stala osadou Nové Bělé a v roce 1945 s Novou Bělou stavebně splynula. Roku 1952 byl název Mitrovice zrušen.
Jako většina okolních obcí i Nová Bělá měla ryze zemědělský charakter. Ten vzal zasvé díky industrializaci okolí v druhé polovině 19. století a první polovině 20. století. Zdejší obyvatelé stále častěji hledali zaměstnání v průmyslových podnicích. Zvýšil se také počet obyvatel – z 556 v roce 1843 na 1756 v roce 1940.
Základní škola byla zřízena v roce 1872. Předtím děti chodily do starobělské školy. Vlastní farnosti se ves nedočkala a zůstala přifařena ke Staré Bělé. V obci se nachází pouze kaple sv. Kříže z roku 1795. Osadníci z Mitrovic spadali pod paskovskou farnost a do Paskova také posílali své děti. Teprve od roku 1909 navštěvovali žáci školu v Nové Bělé.
Původně samostatná obec byla 1. července 1941 připojena k Moravské Ostravě. V roce 1954 se osamostatnila a samostatnou zůstala až do roku 1974. Od 1. ledna 1975 je opětovnou součástí Ostravy.